# Neofelis
Neofelis és un gènere de fèlids que viuen al sud-est asiàtic. El gènere inclou dues espècies: la pantera nebulosa (Neofelis nebulosa) i la pantera nebulosa de Borneo (Neofelis diardi). Les dues espècies divergiren fa més d'un milió d'anys.